# Carolyn McCormick
Carolyn Inez McCormick (Midland, 19 de setembro de 1959) é uma atriz norte-americana.
Formada em Belas Artes pela Williams College (1981), possui mestrado na área pelo "American Conservatory Theater".
Sua primeira atuação como atriz foi no filme de ficção cientifica Enemy Mine, de 1985. Também trabalhou em Star Trek: The Next Generation, Blue Bloods, Body of Proof, Billions, Bull, The Blacklist: Redemption, mas é conhecida pelo papel da dra. Elizabeth Olivet , do seriado Law & Order, na produção original e suas obras derivadas, como Law & Order: Criminal Intent, Law & Order: Trial by Jury e Law & Order: Special Victims Unit.